# 바니타스화

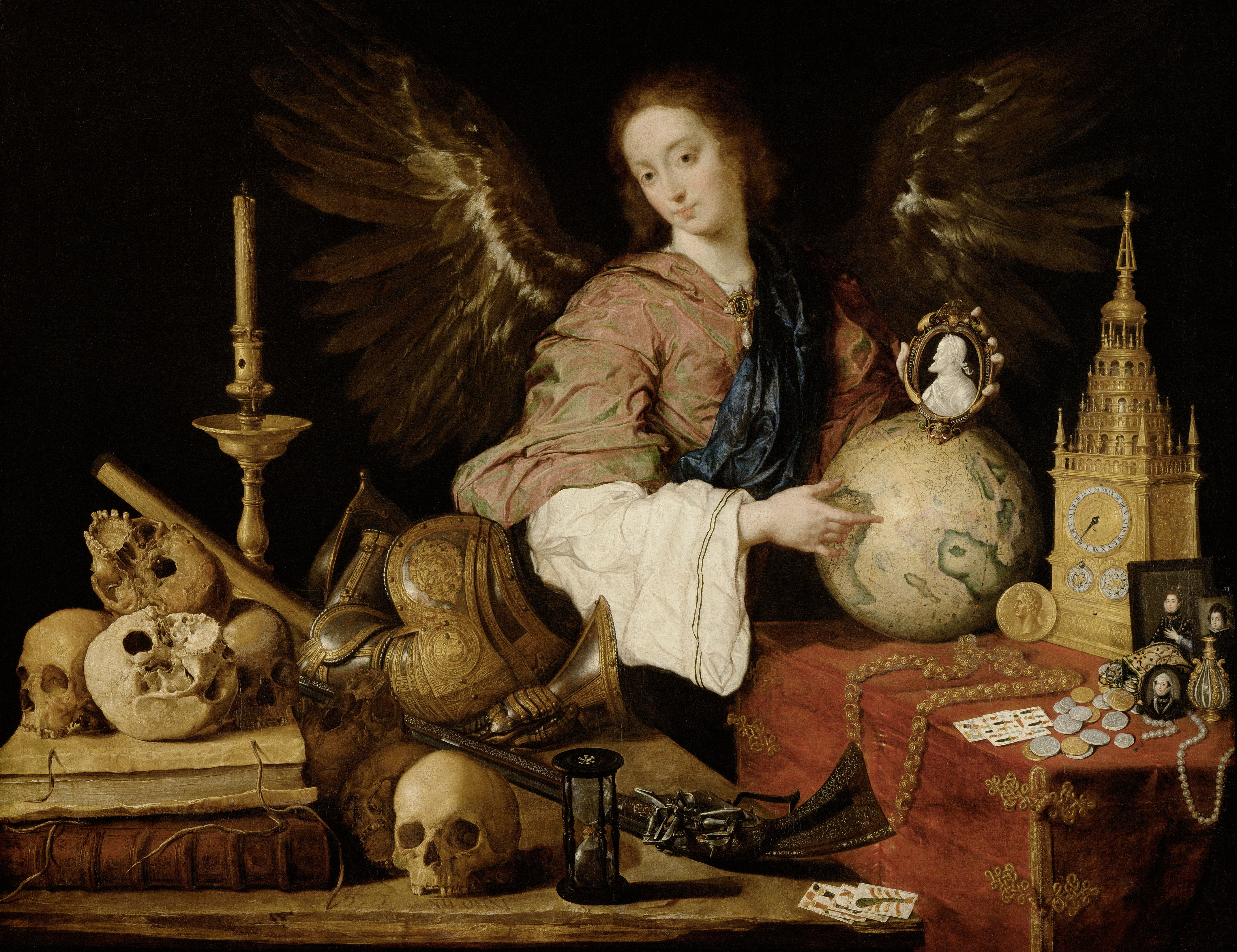
안토니오 데 파레다와 살가도가 그린 바니타스

바니타스(Vanitas)는 16-17세기의 네덜란드와 플랑드르 지역에서 정물화에 특히 관련있는 상징과 관련된 예의 한 종류로, 그 이외의 장소들과 다른 시기에서도 인기가 있었다.
특히 중세 유럽은 흑사병과 30년전쟁이 휩쓸고간 역사적 시기와도 무관하지 않다.

## 어원
라틴어 명사 바니타스 [vanitas, ‘공허한’을 뜻하는 라틴어 형용사 바누스 (vanus)가 어원]는 '공허', '헛됨', 또는 '가치없음', 전통적인 기독교인들의 관점으로 세속적인 물건과 일시적이고 무가치한 것을 추구하는 걸 뜻한다. 성경의 전도서 1:2;12:8에서 이 단어와 함께 자주 인용된다. 불가타 (라틴어로 번역된 성경)에서 Vanitas vanitatum omnia vanitas라는 운문으로 번역했다. 그 운문은 킹 제임스 성경에서 Vanity of vanities; all is vanity(헛되고 헛되니 모든 것이 헛되도다)라고 번역됐다. Utterly meaningless! Everything is meaningless는 새 국제판 성경의 번역이다.

## 모티브

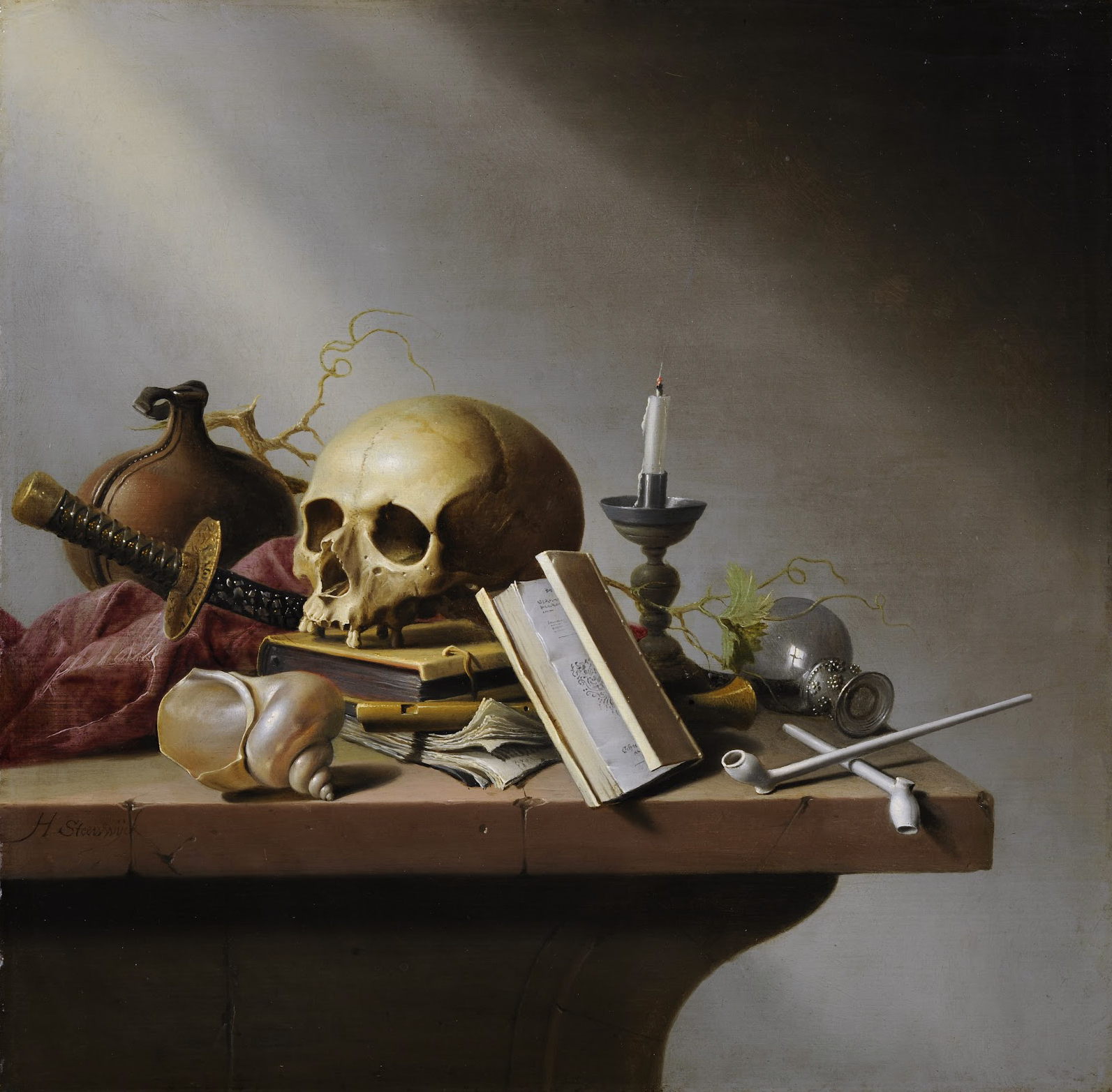
Vanitas by Harmen Steenwijck

일반적인 바니타스화의 상징에는 죽음의 필연성을 상기시키는 두개골, 썩은 과일 (부패); 거품 (인생의 짧음과 죽음의 갑작성), 연기, 시계, 모래시계 (인생의 짧음), 악기 (인생의 간결함과 덧없음)이 포함된다.

## 같이 보기
- 메멘토 모리